# María Franck
María Franck, (Bertha Pauline Marie Franck) (Berlín, 12 de junio de 1876 - † Ried, municipio de Kochel am See, 25 de enero de 1955) fue una pintora y tejedora alemana y segunda esposa de Franz Marc.

## Vida y obra

### Juventud y formación
María Franck, que provenía de una familia protestante de clase media, era hija del contable y más tarde director bancario Philipp Franck (1843-1913) y su esposa Helene Franck, nacida en Luisenstadt A partir de 1883 asistió a una escuela secundaria para niñas en Berlín. Su talento artístico se alentó cuando aún estaba en la escuela tomando lecciones de piano y canto y asistiendo a una escuela de arte.
Después de graduarse de la escuela, María Franck completó su formación como profesora de dibujo para escuelas primarias, secundarias y superiores en la Escuela Real de Arte de Berlín en 1895. Fue entrenada, entre otras cosas, dibujando "cuerpos a partir de modelos", "piezas arquitectónicas decoradas", "plantas vivas". Su maestro fue, entre otros, el pintor, grafista y profesor de dibujo Philipp Franck (con el mismo nombre que su padre). En 1899 Franck tomó clases en la Academia de Arte de Berlín en el estudio para mujeres del pintor e ilustrador Karl Storch y pasó el verano del mismo año en Holsteinischen Schweiz con su profesor y compañeros de clase para practicar pintura al aire libre. En el verano de 1900 volvió a pintar en Ostholstein y para el verano de 1901 Stork le recomendó la zona de Kellinghusen. En los meses de verano de 1902 realizó su cuarto viaje a Schleswig-Holstein con su amiga Marianne Dusche, tras lo cual sus padres le permitieron quedarse en Múnich hasta abril de 1903. Allí ingresó a la academia de mujeres de la Asociación de Artistas de Múnich, ya que aún no se habían planificado los estudios en la academia de arte para mujeres. Sus profesores en la academia de mujeres fueron Angelo Jank y Max Feldbauer. A principios de 1904, sus padres le permitieron regresar a Múnich.

### Encuentro con Franz Marc

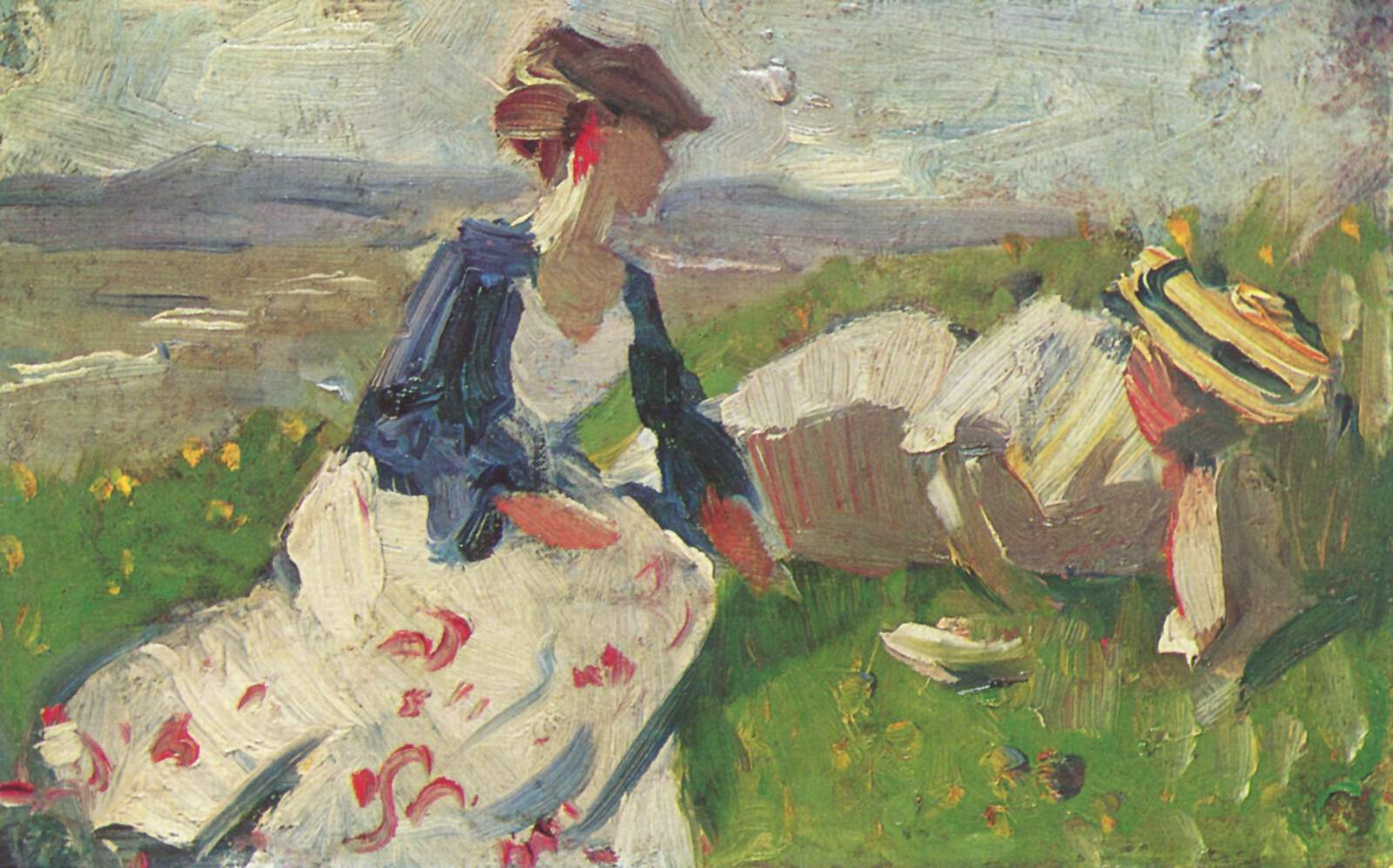
Franz Marc: Dos mujeres en la montaña, boceto (1906). Marie Schnür (izquierda) y María Franck

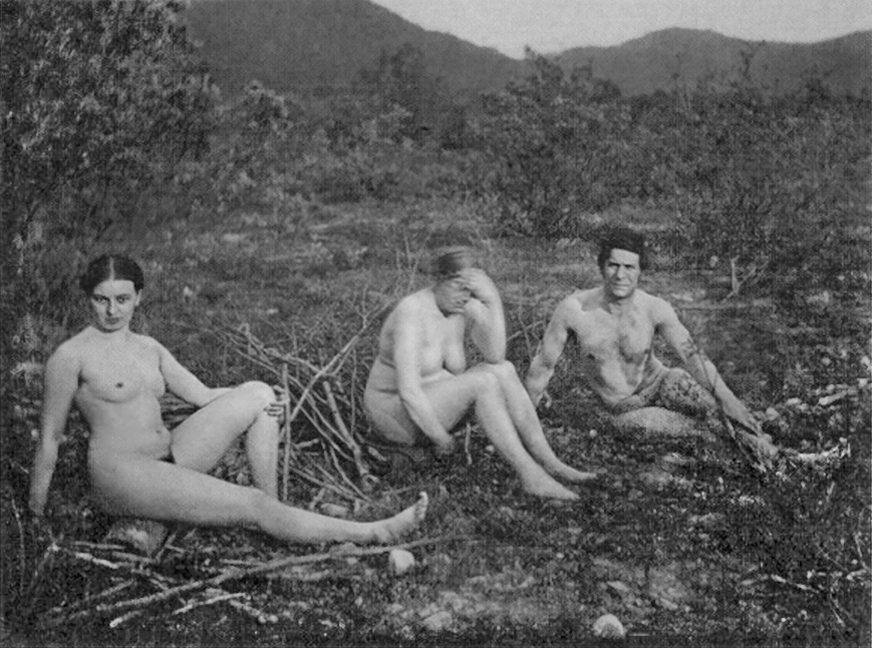
Marie Schnür, María Franck y Franz Marc en Kochelsee, 1906

En febrero de 1905, María Franck y Franz Marc se conocieron por primera vez en el baile de consagración de la iglesia de los granjeros, una fiesta de disfraces en Schwabing, pero volvieron a perder el contacto cuando Franck regresó a Berlín poco después. Pasó el verano y el otoño de 1905 en la colonia de artistas de Worpswede para dibujar bajo la tutela de Otto Modersohn. Franck y Franz Marc se volvieron a ver en diciembre, nuevamente en una fiesta de disfraces y Franc mientras tanto había desarrollado una estrecha amistad con la pintora Marie Schnür (* 1869; † 1934), que posteriormente se convirtió en una relación íntima. En febrero de 1906, Marc y Franck, entonces alumna de Schnür, fueron a Kochel am See para una visita de pintura. Franz Marc, que fue solo a Kochel a principios de mayo para pintar allí, pasó posteriormente el verano con María Franck, que lo siguió poco después, y Marie Schnür, que se unió en junio a petición de Marc, en un ménage à trois en Kochel. Marc primero pintó a ambas mujeres de tamaño natural en un cuadro, luego lo cortó por la mitad. El Retrato de Maria Franck (1906) sobrevive de una mitad. El boceto que muestra a ambas mujeres se exhibe en el Museo Franz Marc en Kochel am See.

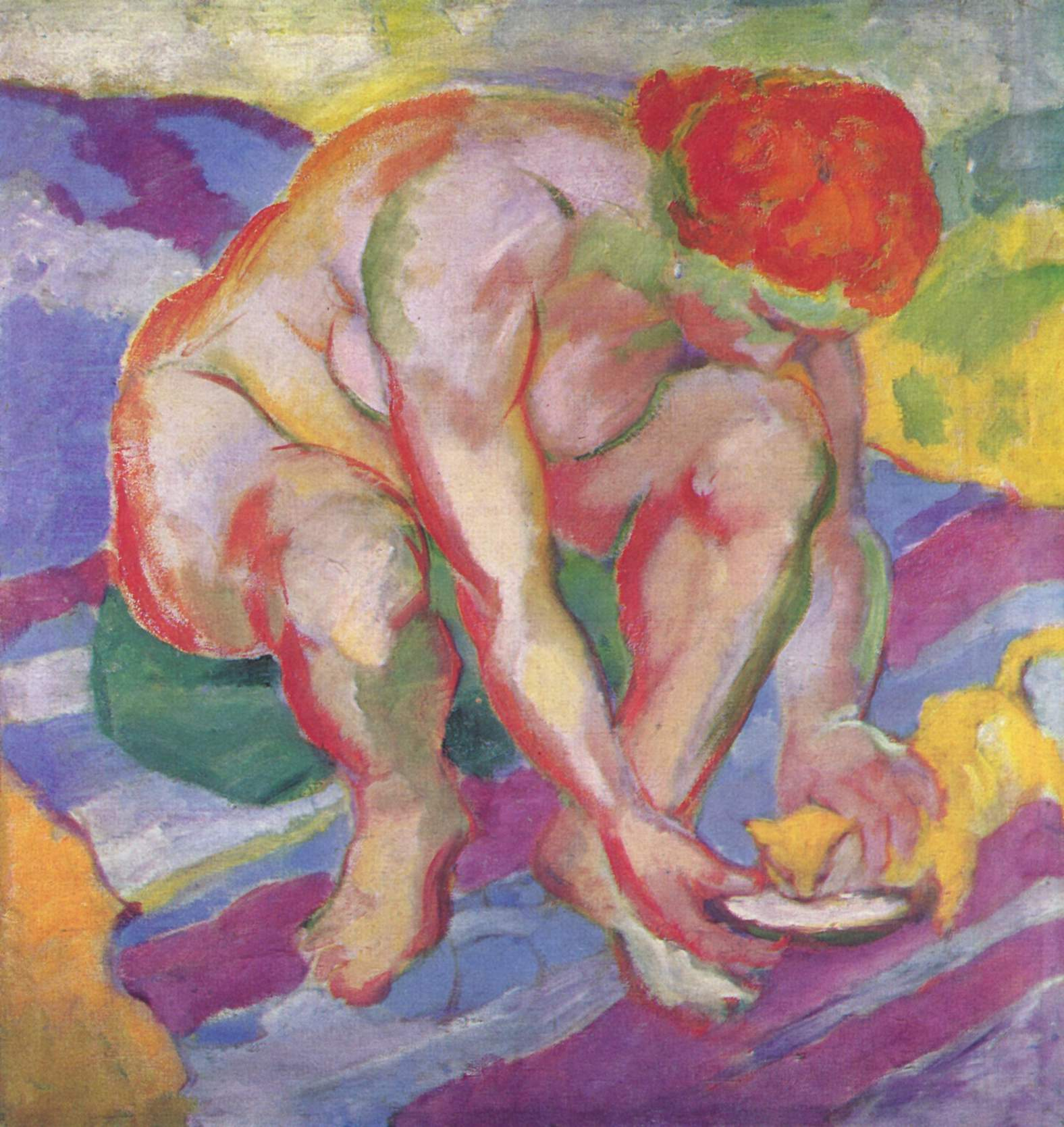
Franz Marc: Desnudo con gato, 1910

Desde que Schnür dio a luz a su hijo ilegítimo Klaus (según La biografía de Marc de Brigitte Roßbeck en 2015 fue el padre August Gallinger), Marc le hizo una promesa de matrimonio, tal como le dijo a María Franck en noviembre de 1906, y se casó con Schnür el 27 de marzo de 1907 en Múnich. A partir de abril, María Franck, que dependía económicamente por completo de sus padres, comenzó a sufrir síntomas reumáticos psicosomáticos en la mano derecha, que se repitieron una y otra vez hasta el final de su vida. El 8 de julio de 1908, el matrimonio con Schnür llegó al divorció. Sin embargo, como se acusaba a Marc de adulterio con María Franck, contrariamente al acuerdo, Marc necesitaba una dispensa para poder casarse con Franck. Esta inicialmente no se concedió. Desde 1908 María Franck fue la única pareja de Marc. En el verano ambos trabajaron en Lenggries.
Al año siguiente alquilaron la propiedad del maestro carpintero Josef Niggl en Sindelsdorf para los meses de verano, a la que finalmente se trasladaron en abril de 1910 hasta 1914. En enero de 1910, la pareja conoció al pintor August Macke y se hicieron amigos de él. Macke los retrató a ambos en el estudio dos años después. A finales de mayo de 1910, Marc pintó en estilo fauvista el cuadro de vivos colores Desnudo con gato, en el que María sirvió de modelo .

### Nueva asociación de artistas en Múnich y el Blue Rider

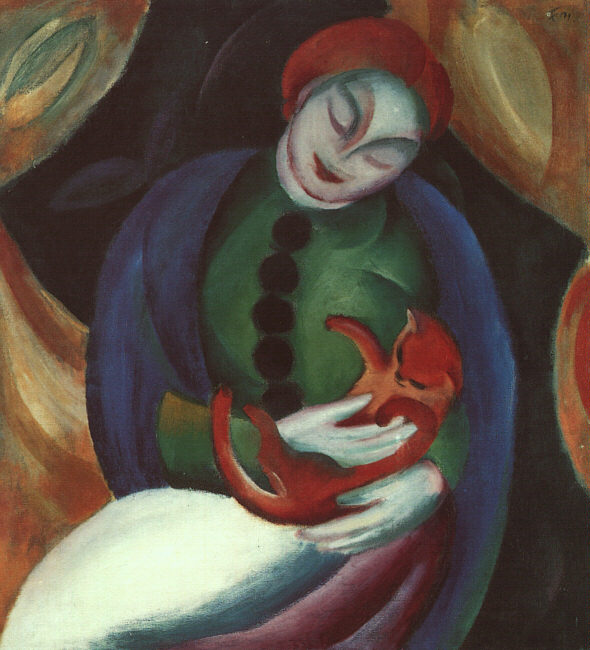
Franz Marc: Girl with Cat II, 1912, que representa a María como Madonna

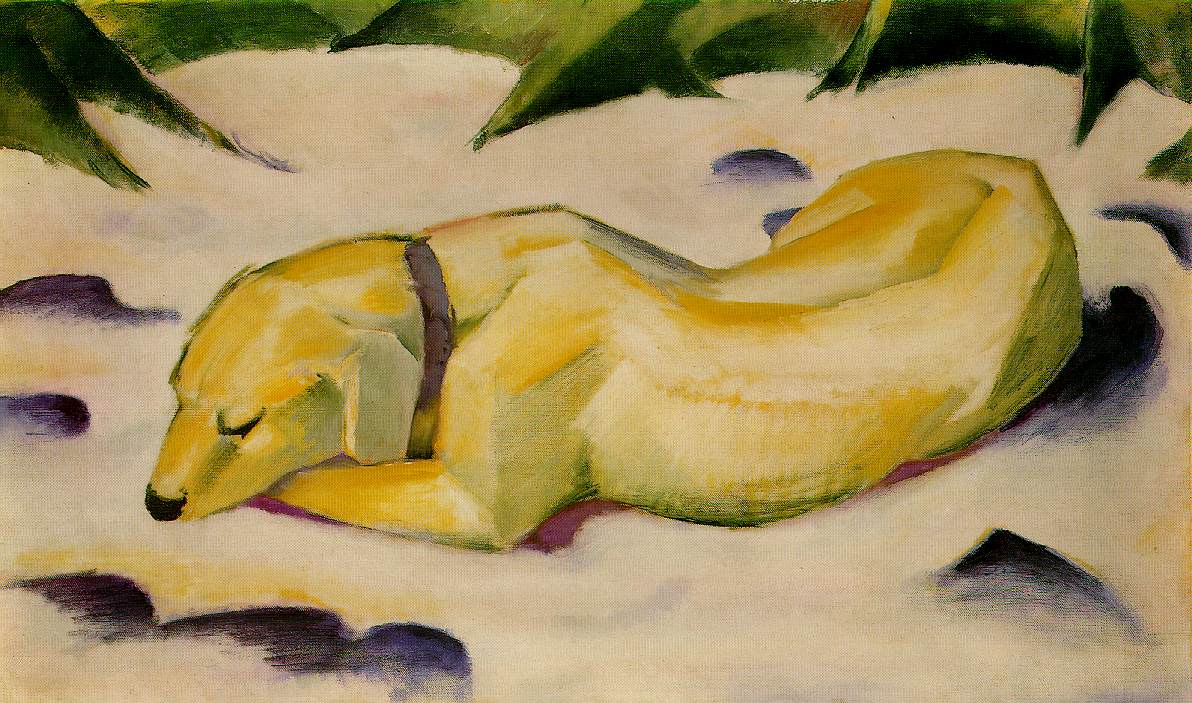
Franz Marc: Perro tirado en la nieve, 1910/11. La pintura representa a la mascota de la pareja, el pastor siberiano "Russi".

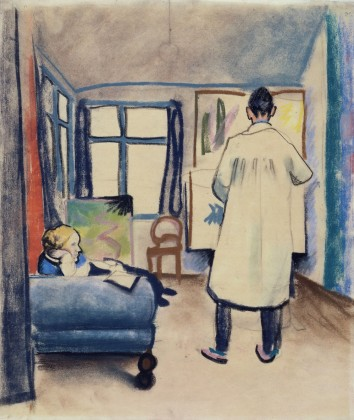
August Macke: Franz y María Marc en el estudio, 1912

El 2 de diciembre de 1911, el jurado de la NKVM se reunió y rechazó la composición V/El juicio final de Kandinsky. Por María Franck se conocen detalles reveladores de este mítico encuentro en una larga carta a August Macke, al que ella "ni siquiera asistió", y que sólo conoció por informes de Marc. Como resultado, Kandinsky, Marc, Gabriele Münter y Alfred Kubin renunciaron a la NKVM, y se fundó el equipo editorial del Blaue Reiter en Múnich, cuya primera exposición tuvo lugar el 18 de diciembre de 1911 en la galería Thannhauser al mismo tiempo y en el mismo edificio que la tercera exposición de la NKVM. El nombre del grupo editorial Der Blaue Reiter se originó en Sindelsdorf. Kandinsky dijo en 1930: “Inventamos el nombre Der Blaue Reiter en la mesa de un café en la glorieta en Sindelsdorf. A los dos nos encantaba el azul, a Marc, los caballos, a mí los jinetes. Así que el nombre vino por sí solo. Y el café mágico de la Sra. María Marc sabía aún mejor.
En la segunda exposición del Blaue Reiter del 12. febrero al 18 de marzo de 1912 en Hans Goltz en Briennerstraße 8, que se publicó bajo el título Blanco y negro y mostró exclusivamente grabados, María Franck, cuyo interés principal incluía a los niños y los juguetes para niños, exhibió tres fotografías de niños con juguetes. Su deseo de tener un hijo propio no se hizo realidad, lo que le causó un gran sufrimiento, como se puede ver en las cartas a Elisabeth Macke.

### Casamiento con Franz Marc
En 1911, una dispensa para casarse con María Franck, que Marc había vuelto a solicitar, fue denegada, por lo que Marc y Franck viajaron a Londres a principios de junio para contraer matrimonio según el derecho inglés. Cuando llegaron allí, se enteraron de que los matrimonios de ciudadanos alemanes solo se contraían si se podía demostrar que no había obstáculos para el matrimonio en su país de origen. Otros intentos de obtener una boda por la iglesia fracasaron, y para casarse en Escocia, aquellos que deseaban casarse tenían que haber estado en el país durante al menos tres semanas. Para eso, dijo María más tarde, "su efectivo no habría sido suficiente". A pesar de este fracaso, ya habían preparado anuncios a doble página en Alemania con el texto "Franz Marc, Múnich, María Marc, geb. Franck, Sindelsdorf, casados en junio de 1911” y en adelante se referirían a sí mismos públicamente como una pareja casada.

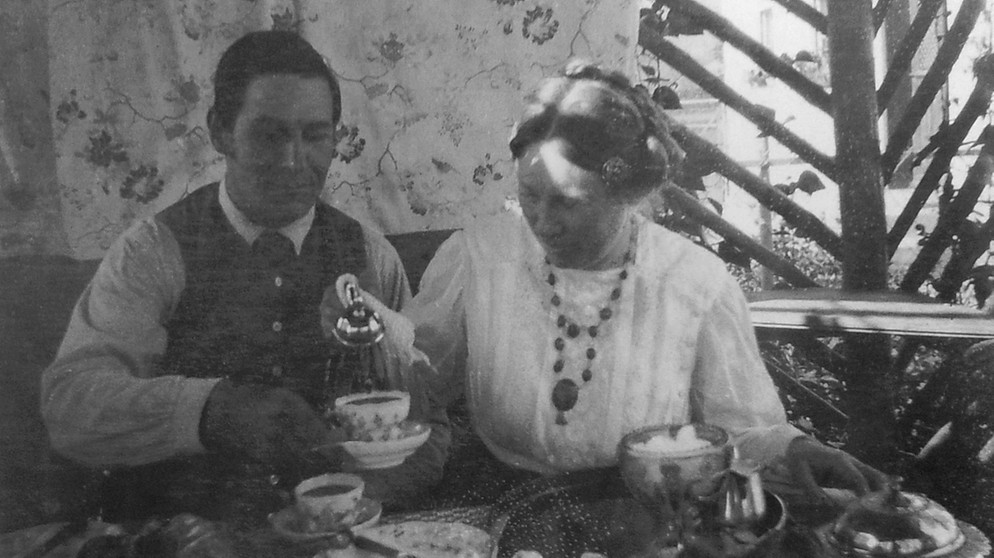
Franz y María Marc en Sindelsdorf, fotografiados por Wassily Kandinsky en 1911

Durante los preparativos de la segunda exposición del Blaue Reiter en 1912, Franz Marc y Paul Klee se conocieron. Desde febrero de 1913, cuando Franz Marc envió por primera vez una postal que había pintado a Lily Klee el 7 de ese mes, María Franck tomó lecciones de piano una vez al mes con ella en Ainmillerstrasse en Múnich.
Cinco años después del divorcio de Marc con Marie Schnür, el abogado de María, Heinrich Fromm, logró que se emitiera la dispensa tan esperada, de modo que ya nada se interpuso en el camino de una boda oficial. El 3 de junio de 1913, María Franck y Franz Marc se casaron en una oficina del registro en Múnich y desde la primavera de 1914 vivieron en su propia casa en Ried, cerca de Kochel am See.
Marc fue reclutado para el servicio militar al comienzo de la Primera Guerra Mundial en agosto de 1914. Escribió muchas cartas a su esposa y amigos que se publicaron como Cartas desde el campo. A diferencia de su esposo, María Marc no pudo encontrar ningún lado bueno en la guerra.

### Después de la muerte de Franz Marc

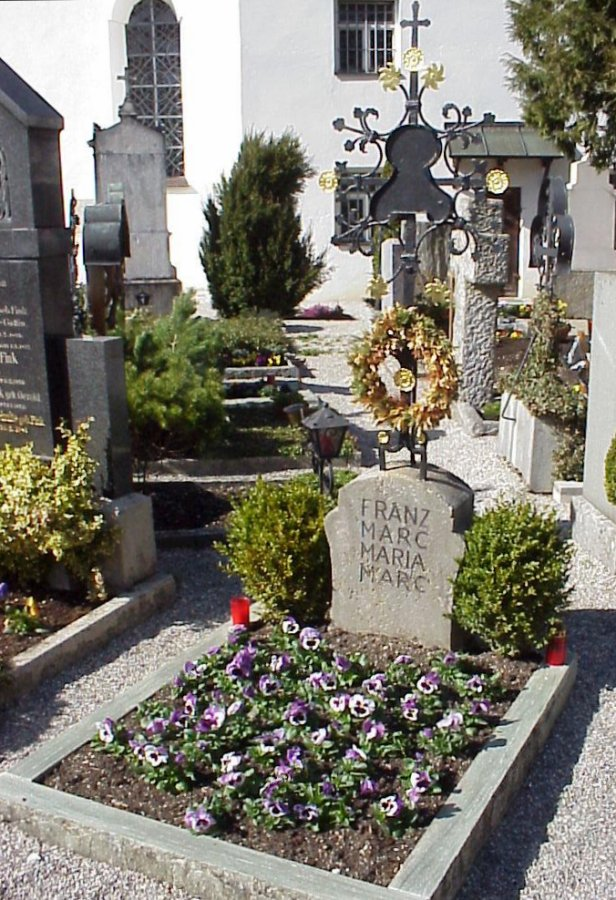
Tumba de Franz y María Marc en Kochel

Después de la muerte de Franz Marc el 4 de marzo de 1916, María Marc se hizo cargo de la administración de su patrimonio y representó la obra de Herwarth Walden y apoyó una retrospectiva en octubre de 1916. En 1917 hizo trasladar su cuerpo del parque del castillo de Gussainville al cementerio de Kochel, donde más tarde fue enterrada con él. En 1920 se hizo cargo de una edición de las notas de Marc, y en 1936 Alois Schardt pudo publicar la primera monografía sobre Franz Marc con su ayuda. Finalmente entregó el legado escrito de Marc a Klaus Lankheit.
En 1922 se matriculó en la Bauhaus de Weimar para estudiar tejido. Entre 1929 y 1938 María Marc vivió principalmente en Ascona en el lago Maggiore, cerca de Marianne von Werefkin y cerca de la sociedad de artistas de Monte Verità.
Aunque María Marc no pertenecía a la NKVM, Adolf Erbslöh la nombró entre las 4 invitadas a la Exposición prevista en 1934 con motivo del “25 aniversario de la fundación de la antigua Neue Künstlervereinigung München”. Después de que Adolf Hitler tomara el poder el 30 de enero de 1933, la exposición ya no pudo realizarse porque, mientras tanto, las pinturas de los miembros de la antigua NKVM habían caído bajo el veredicto de arte degenerado.
En 1939 volvió a mudarse a su casa de Ried y durante la guerra se unió a Johanna Schütz-Wolff, con quien se había hecho amiga en la Bauhaus. Ambas mujeres hacían sus propios colores a partir de plantas.
Solo mostró sus propias obras una vez en 1952 en la "Moderne Galerie Otto Stangl" de Múnich, a saber, once de sus alfombras tejidas junto con el cuaderno de bocetos de la guerra de Franz Marc. Una primera exposición sobre la obra textil y pictórica de María Franck tuvo lugar en 1995 en la Lenbachhaus de Múnich.
Tras la muerte de María el 25 de enero de 1955, Otto Stangl se convirtió en administrador de la finca. Con la colaboración de Klaus Lankheit, impulsó la creación del Museo Franz Marc en Kochel, que se inauguró en 1986.

## Colección japonesa de xilografías en color
María Franck compartía la admiración por las xilografías en color japonesas con Franz Marc, como puede verse en su correspondencia. Cuando Franck se encontraba en Bad Aibling para curarse en 1907, Marc le regaló un libro con xilografías japonesas y escribió: “¿Sabes lo que significa el librito que se adjunta aquí? Os lo doy solemnemente como cuadernillo de amor y señal de amor.“ Se trataba de grabados en madera eróticos. Ella respondió: "Te lo quiero agradecer, gracias por el folleto como tal y como muestra de su amor. […] Qué hermosas son las hojas individuales, qué significativas y estimulantes. […] Qué buena y extraña gente son los japoneses.
Marc comentó otros regalos de este tipo a María con las palabras: "¿No son obras maestras lo que siempre pongo en mis cartas? ¡Ese divino Hokusai !"  Uno de los libros terminó en el inventario del Museo del Castillo de Murnau. Contiene obras de Utagawa Kunisada y Utagawa Kuniyoshi, entre otros, y está dedicada por Franz Marc: “ex libris Marie Franck dedic. Francés M. July 1907" (De la biblioteca Marie Frank dedicada por Franz Marc. Julio 1907).

## Exposiciones
- 1912: Blanco y negro, segunda exposición del Blaue Reiter, distribuidor de libros y arte de Múnich Hans Goltz, Múnich
- 1995/96: María Marc. Vida y Obras 1876–1955 . Exposición del 6 de diciembre de 1995 al 21 de enero de 1996 en la Galería Municipal en el Lenbachhaus, Múnich[34]
- 2004: Maria Marc en el círculo del "Blaue Reiter". Exposición en el Museo del Castillo de Murnau, del 29 de julio al 7 de noviembre de 2004
- Marzo de 2021: Group Dynamics – Der Blaue Reiter. Exposición en el Lenbachhaus, Múnich[35]
- 2022: María Marc. Galería Thomas, Múnich, del 20 de enero al 26 de marzo de 2022[36]

## Obras
- hacia 1907/09: Naturaleza muerta con tres cántaros, colección privada
- hacia 1908: Cuadro infantil, colección particular
- hacia 1909: Canasta de manzanas en la hierba, colección particular
- alrededor de 1912/13: Abedules en la presa, colección privada
- C. 1950: Black Line, alfombra tejida, colección privada

## Película
- Memorias de Franz y María Marc. Película documental, dirigida por Steffen Wimmers, duración 82 minutos, producción cinematográfica blackdog, Wachtberg 2017, ISBN 978-3-00-055226-7.